# مورينو مارتيني
مورينو مارتيني (بالإيطالية: Moreno Martini)‏ هو منافس ألعاب قوى إيطالي، ولد في 10 مايو 1935 في لوكا في إيطاليا، وتوفي بنفس المكان في 29 يناير 2009.

## وصلات خارجية
- مورينو مارتيني على موقع الاتحاد الدولي لألعاب القوى (الإنجليزية)
- مورينو مارتيني على موقع اللجنة الأولمبية الدولية (الإنجليزية)
- مورينو مارتيني على موقع أوليمبيديا (الإنجليزية)